# Льодовикове озеро Макконнелл
Льодовикове озеро Макконнелл — велике прильодовикове озеро, яке існувало на терені сьогоденної Канади від 9 800 до 6300 до н.е. Інші джерела дають дати початку і кінця близько 10 000 до н.е. , а також між 7000 і 6000 років до н.е.. Воно охоплювало акваторії сьогоденних Великого Ведмежого озера, Великого Невільничого озера і озера Атабаска до лінії над сьогоденним рівнем моря 280 м або 305 м з максимальною площею поверхні 210000 км² досягнуто 8 500 до н.е. Найбільша довжина 1100 км — це більше, ніж будь-яке сьогоденне прісноводне озеро. "Озеро Макконнелл (або менший його попередник, озеро Піс), як вважають, дренувалися або в озеро Агассіс, ще більше озеро на південний схід, або, після руйнації льодовикової греблі, у Північний Льодовитий океан через річку Маккензі, в різний час свого існування  У 6300 або між 7000 і 6000 до н.е., після руйнації льодовикової греблі, остаточно на його тлі при величезному падінні рівня води було утворено в улоговинах сьогоденні Велике Невільниче, Атабаска і Велике Ведмеже озера.

## Ресурси Інтернету
- Map of Lake McConnell at 10 ka BP
- A larger scale map, with "L. Mc." in the upper left